# Sminthopsis butleri
Espèce
Statut de conservation UICN

 VU B1ab(ii,iii,v) : Vulnérable
Le dunnart de Butler (Sminthopsis butleri) est une petite souris marsupiale qui vit en Australie.

## Description
Elle mesure de 14.5 à 18 cm de long (7.5 à 9 cm pour la tête et le corps, 7 à 9 cm pour la queue). Son poids varie de 10 à 20 g. Son pelage est gris ou beige sur le dos, blanc sur le ventre.

## Distribution et habitat
On la trouve dans la région nord du Kimberley près de Kalumburu en Australie occidentale et dans les iles Bathurst et Melville dans le Territoire du Nord. Elle vit dans les forêts d'eucalyptus et de melaleuca avec des sols sablonneux et jusqu'à une distance de 20 km des côtes. Elle est aussi présente en Nouvelle-Guinée dans les prairies et les savanes de l'ouest de l'ile.

## Alimentation
Elle n'est pas connue mais certainement des insectes et des petits vertébrés.

## Reproduction
Elle semble se reproduire en saison sèche.